# M.E. Grøn & Søn
M.E. Grøn & Søn A/S var et dansk handelshus i København, omfattende manufaktur en gros og fabrikation. Det var grundlagt 27. april 1825 af grosserer M.E. Grøn. I 1924 blev det omdannet til aktieselskab og i 1945 delt i 2 aktieselskaber: "Indkøb & Fabrikation" og "Salgskontor".
Handelshuset omfattede import af tekstiler fra Manchester i England, men i 1871 købte hans firma Randbøldal Klædefabrik ved Vejle og i 1881 et dampvæveri i København og gik dermed ind på selv at producere. Grøn optog 1852 sin søn L.J.T. Grøn som associé, og 1872 overtog sidstnævnte firmaet ved faderens død.
L.J.T. Grøn udvidede firmaet betydeligt. I 1879 optog han sin søn, M.C. Grøn, som associé, og 1882 etablerede han en filial i Dundee. Han døde i 1910, hvorefter M.C. Grøn var enejer. Derefter overtog Mulli B. Grøn ledelsen i 1940.
I 1862-63 lod M.E. Grøn opføre et hovedsæde, der også var Københavns første varehus i Holmens Kanal 7. Den stadig stående og nu fredede bygning er tegnet af J.D. Herholdt og blev restaureret 1990-91 af Arkitektfirmaet Niels Brøns A/S. Senere flyttede firmaet til Solbjergvej 3 på Frederiksberg.

## Indkøb & Fabrikation
Direktion i 1950: Mulli B. Grøn og Paul Buchhorn. Bestyrelse i 1950: direktør C.A.G. Petersen, direktør Mulli B. Grøn, professor, dr.polit. Alfred Howard Grøn, direktør N.F. Torner, grevinde A. Reventlow, kammerherreinde Wanda Stjernswärd og forstfuldmægtig, grev Johan Otto Reventlow.

## Salgskontor
Direktion i 1950: Mulli B. Grøn og Paul Buchhorn. Bestyrelse i 1950: direktør C.A.G. Petersen, direktør Mulli B. Grøn, professor, dr.polit. A. Howard Grøn, direktør N.F. Torner, oberstinde Gerty Ege og frk. Eili Grøn.